# Ústřední hřbitov (Plzeň)
Ústřední hřbitov v Plzni (občas přezdívaný hřbitov u (sv.) Václava) je největší a nejvýznamnější hřbitov v Plzni. Nachází se v městské části Doubravka, u silnice na Prahu.

## Historie
Na hřbitově se pohřbívá od roku 1902. Do té doby se pohřbívalo především na Mikulášském hřbitově v městské části Slovany.
Kaple sv. Václava byla postavena architektem Josefem Farkačem v pseudorománském slohu v letech 1900–1902. V roce 2006 byla prohlášena kulturní památkou (ev. č. 102077).
Budova krematoria je dílem architekta Hanuše Zápala. Stavba byla zahájena v roce 1924 a zahájila provoz 16. května 1926.

## Čestné hroby (výběr)

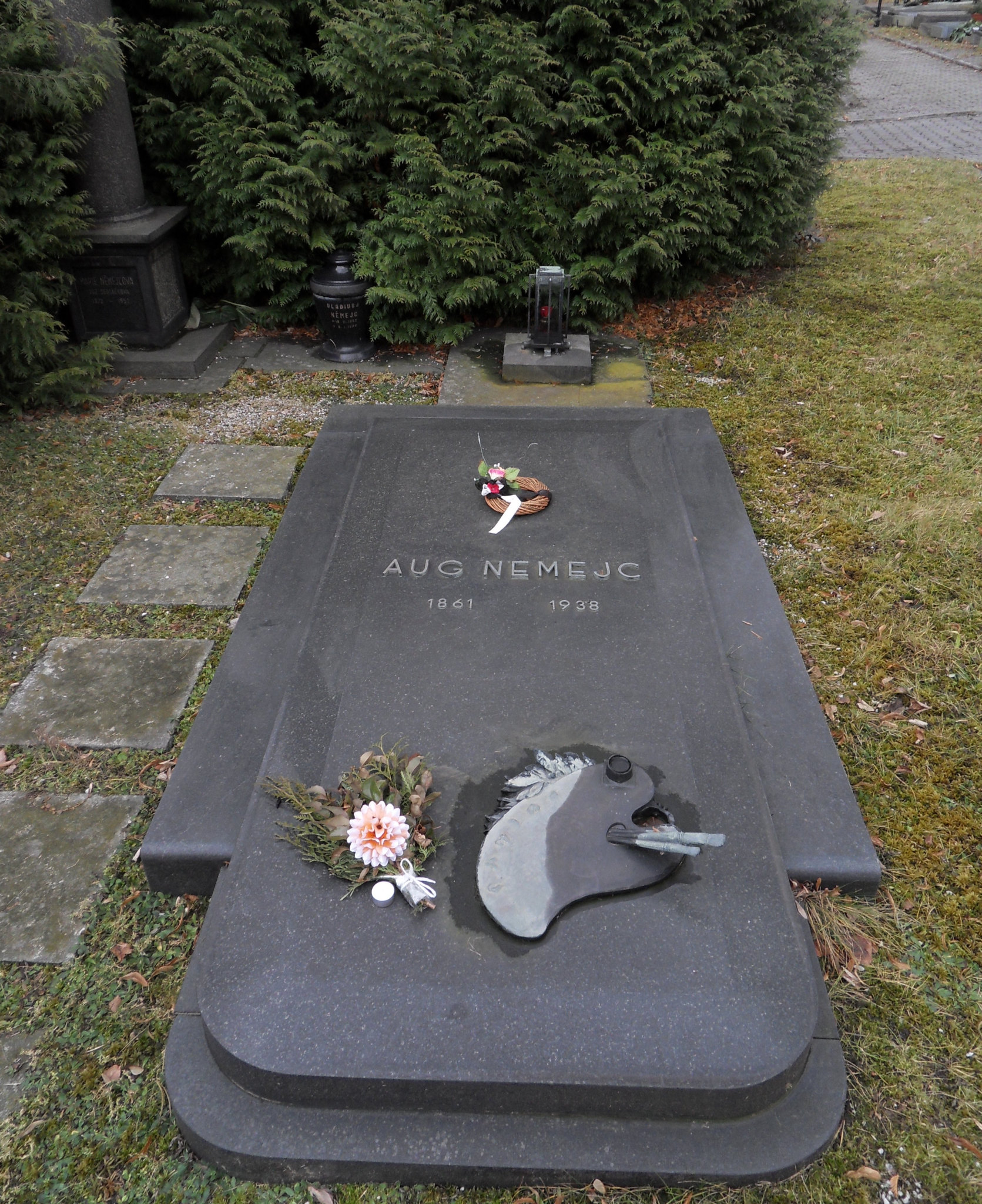
Hrob malíře Augustina Němejce

Dle seznamu Archivováno 28. 12. 2017 na Wayback Machine. na stránkách hřbitova.
- 1. Josef Skupa (1892–1957) – loutkoherec, zakladatel Divadla Spejbla a Hurvínka
- 2. Augustin Němejc (1861–1938) – malíř
- 3. Karel Klostermann (1848–1923) – spisovatel
- 4. Václav Peták (1842–1917) – plzeňský purkmistr
- 5. František Lukavský (1874–1937) – politik a poslanec Národního shromáždění republiky Československé
- 6. Augustin Fodermayer (1829–1906) – plzeňský lékař-psychiatr, budovatel lůžkových zařízení
- 7. František Schwarz (1840–1906) – politik a poslanec Českého zemského sněmu
- 9. Rudolf Štech (1858–1908) – architekt a stavitel
- 11. Ladislav Lábek (1882–1970) – historik a muzeolog
- 12. Stanislav Suda (1865–1931) – český hudební skladatel, flétnista a hudební pedagog
- 16. Jiří Trnka (1912–1969) – výtvarník, ilustrátor, loutkář a režisér animovaných filmů
- 18. Karel Fleissig (1912–1976) – spisovatel
- 21. Augustin Nosek (1887–1974) – řezbář, loutkář
- 25. František Xaver Franc (1838–1910) – archeolog
- 26. Adolf Kreuzmann (1855–1939) – herec, otec Františka Kreuzmanna staršího
- 35. Heliodor Píka (1897–1949) – generál čs. armády, oběť komunistického teroru
- 36. Luděk Pik (1876–1938) – politik, poslanec Národního shromáždění republiky Československé a plzeňský starosta
- 37. Karel Paleček (1896–1962) – čs. voják, legionář a vězeň komunistického režimu
- 38. Vojtěch Šíp (1885–1931) – sochař

## Galerie

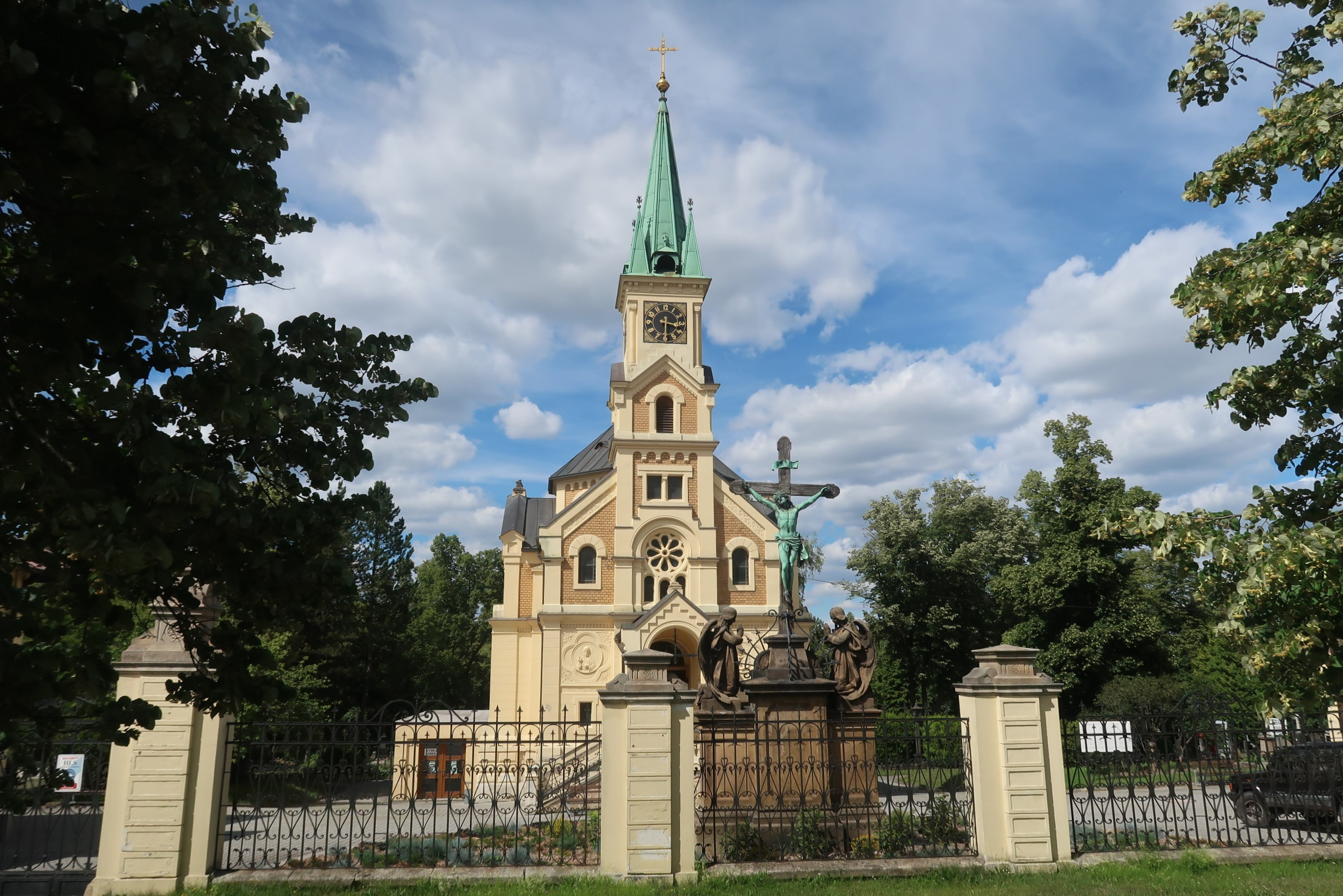
Hřbitovní kaple sv. Václava (1900–1902)
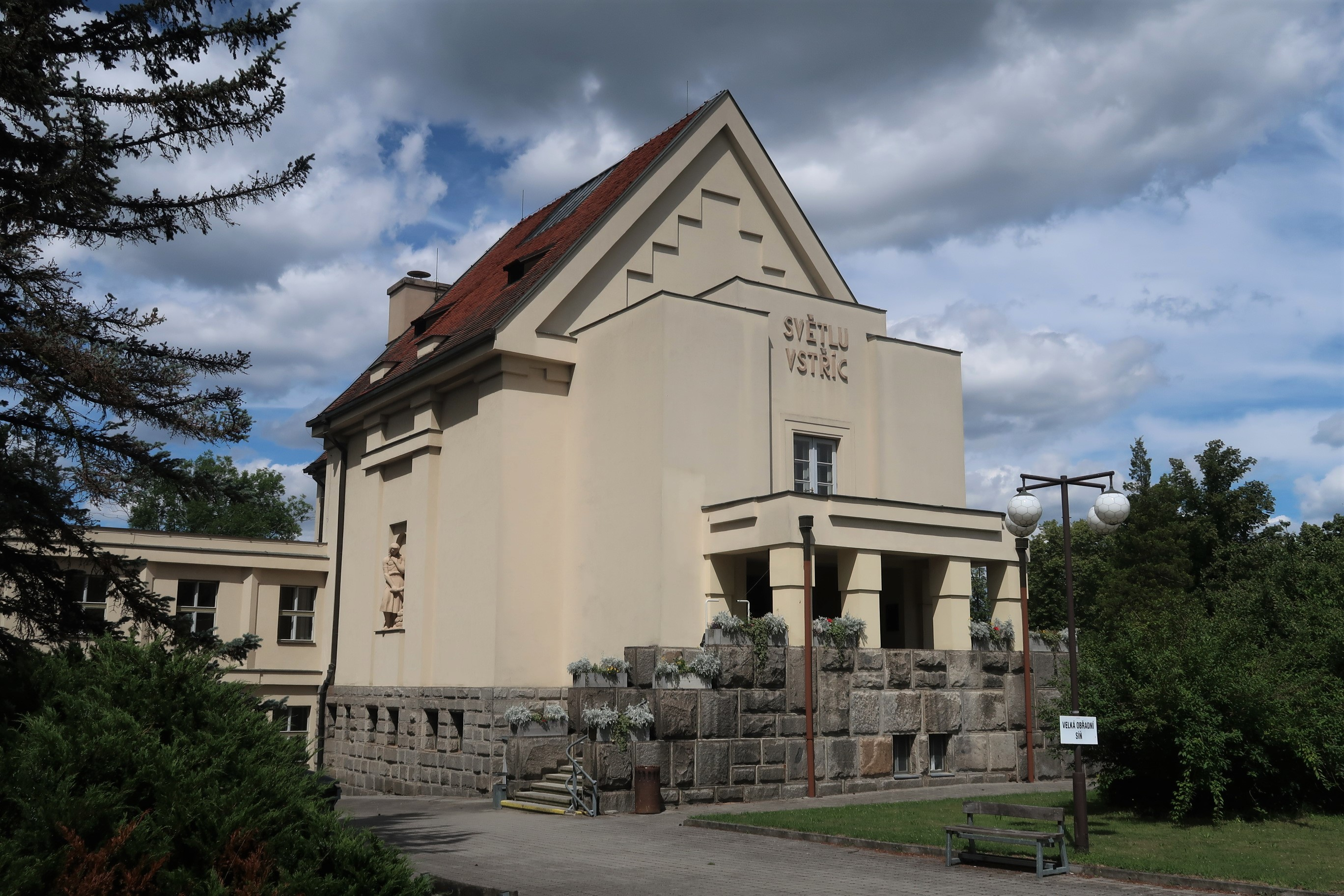
Krematorium s obřadní síní (1924–1926)
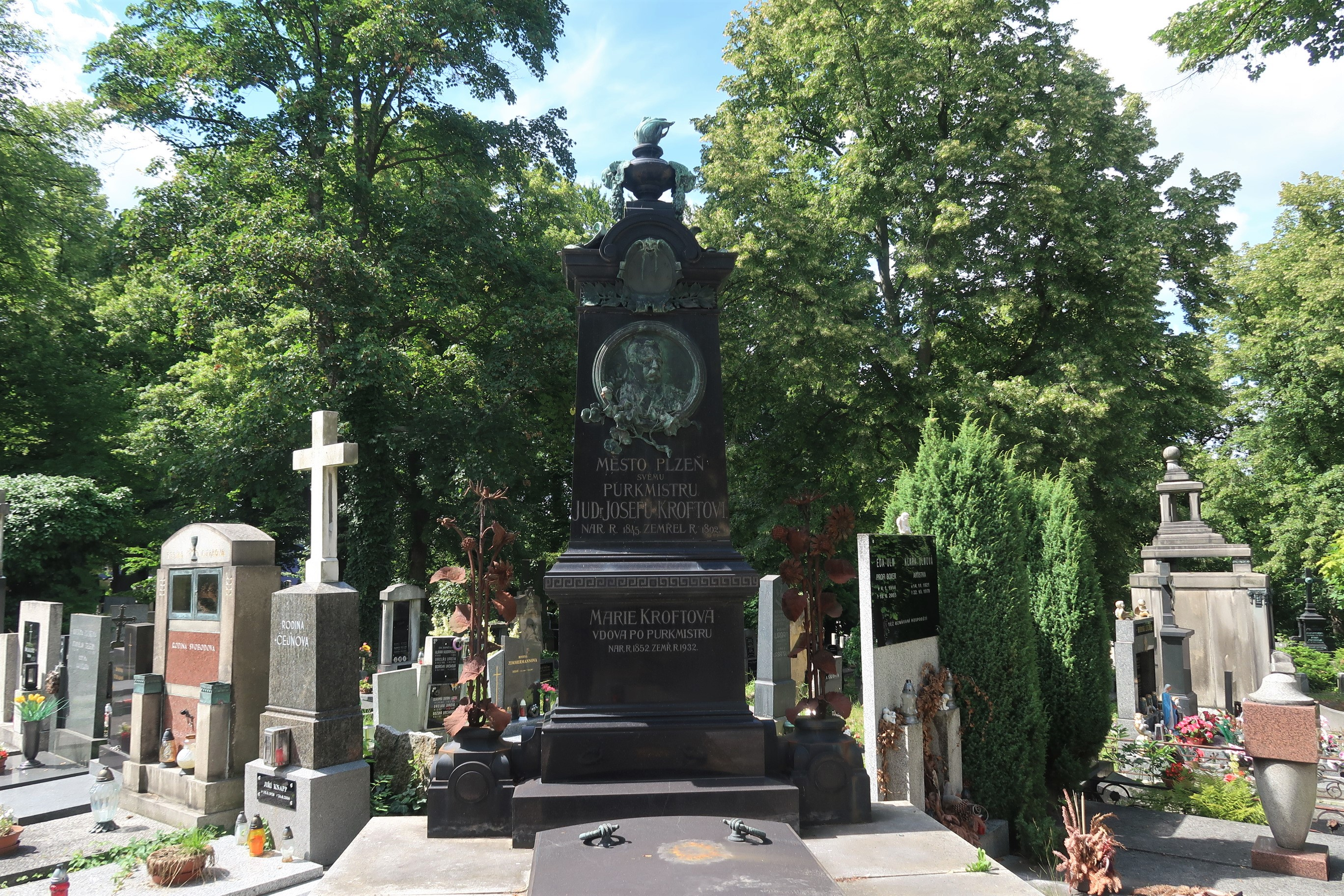
Hrobka rodiny starosty a zemského poslance Josefa Krofty
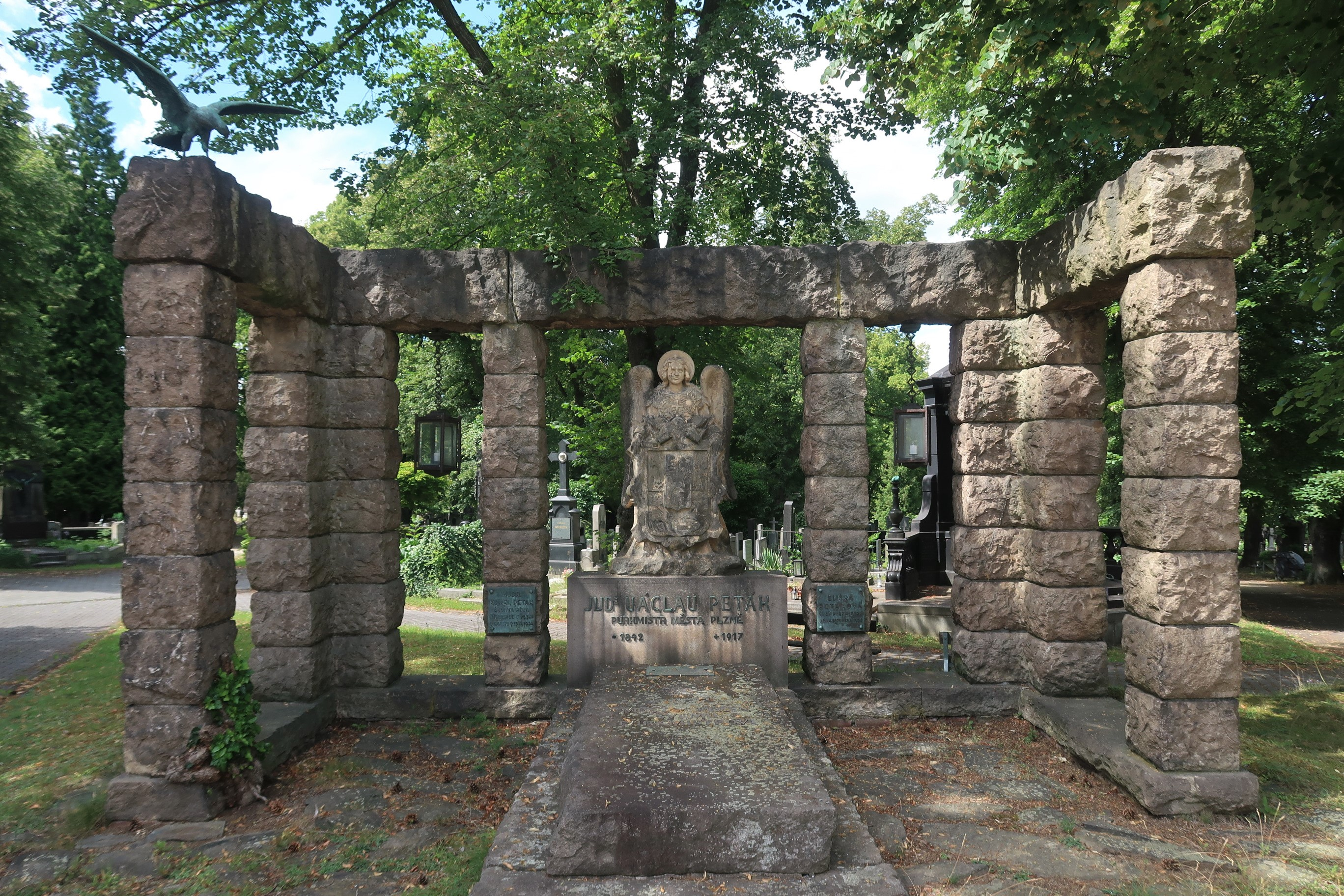
Hrobka starosty Václava Petáka
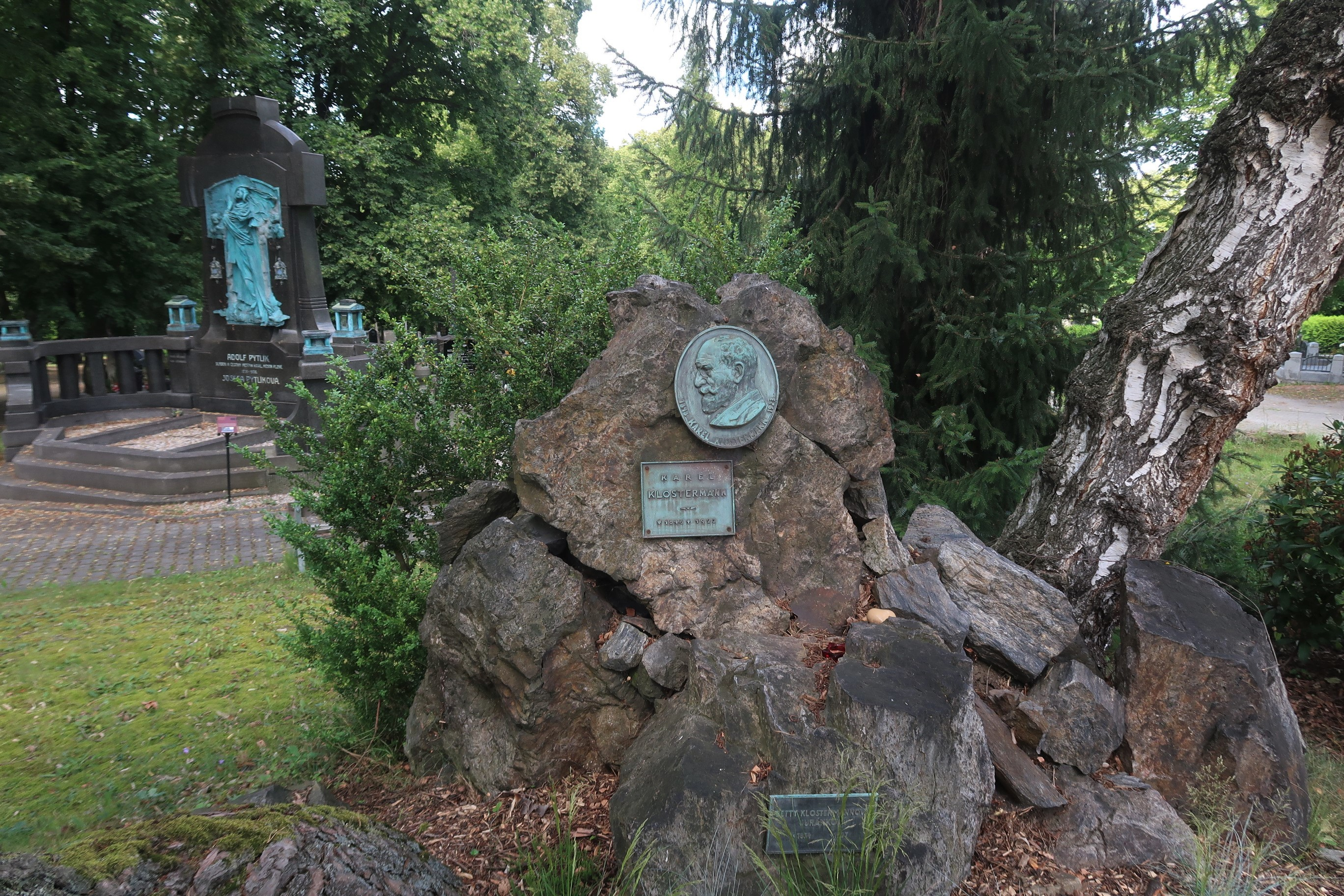
Hrob spisovatele Karla Klostermanna
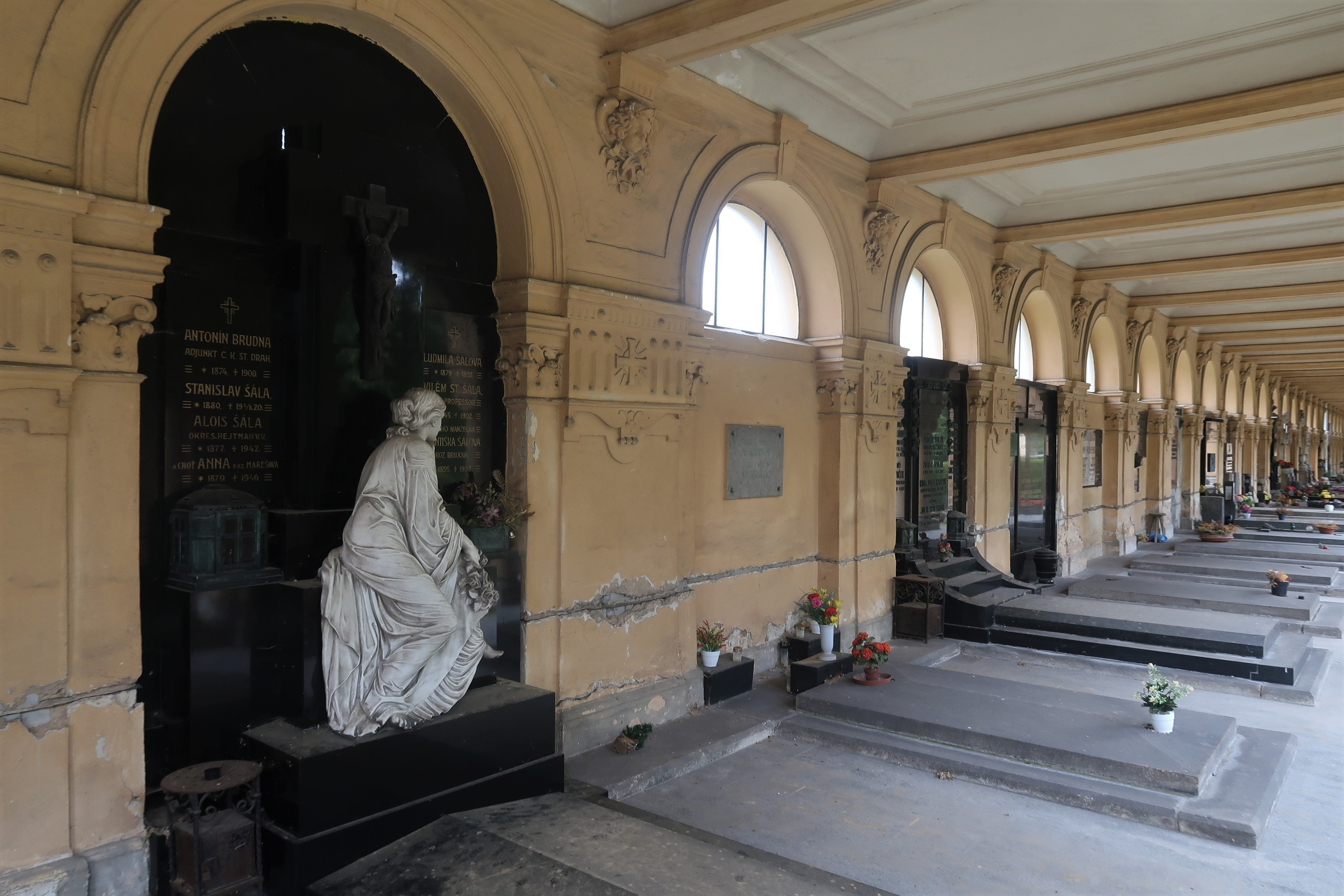
Arkádové hrobky u kaple sv. Václava
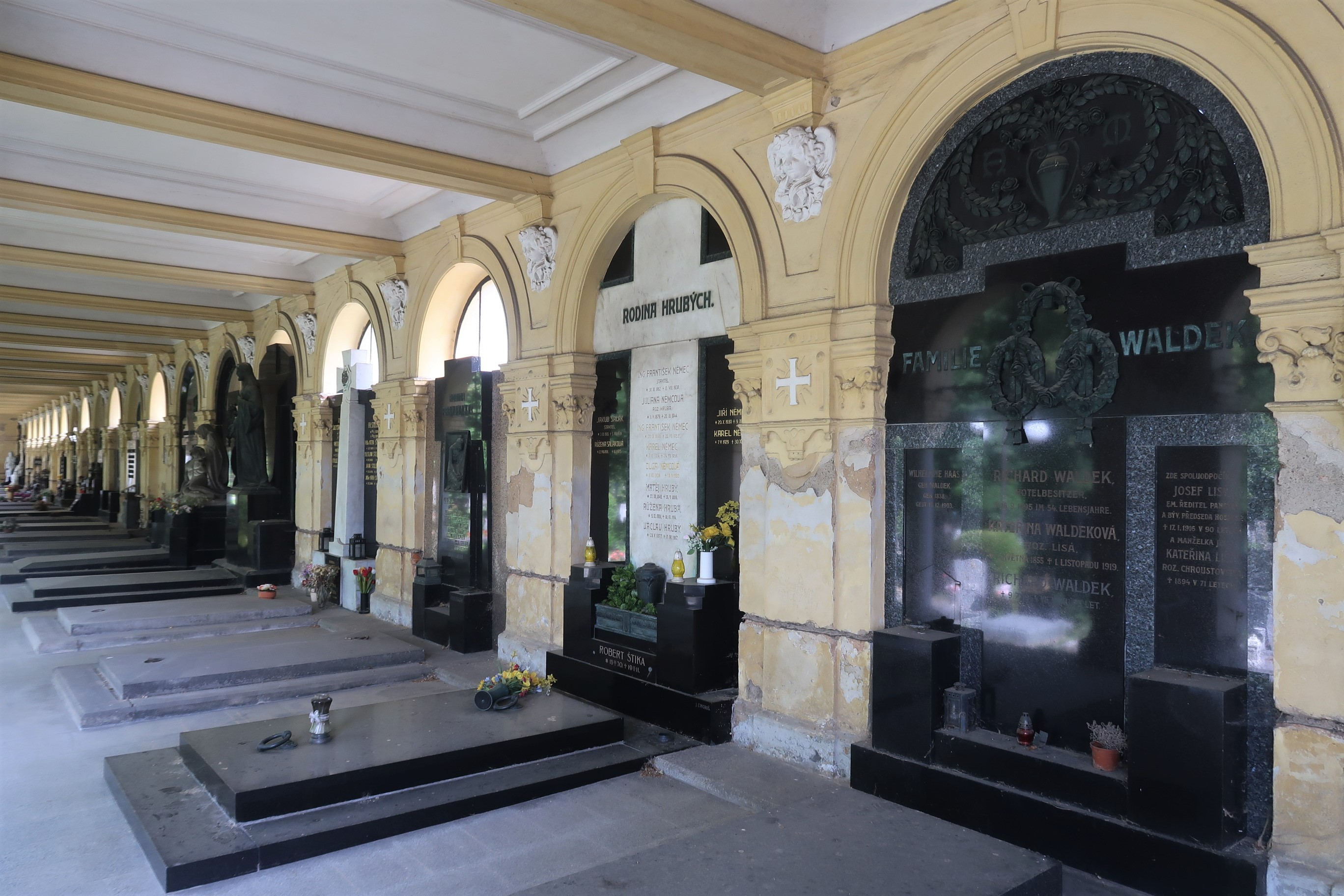
Arkádové hrobky u kaple sv. Václava
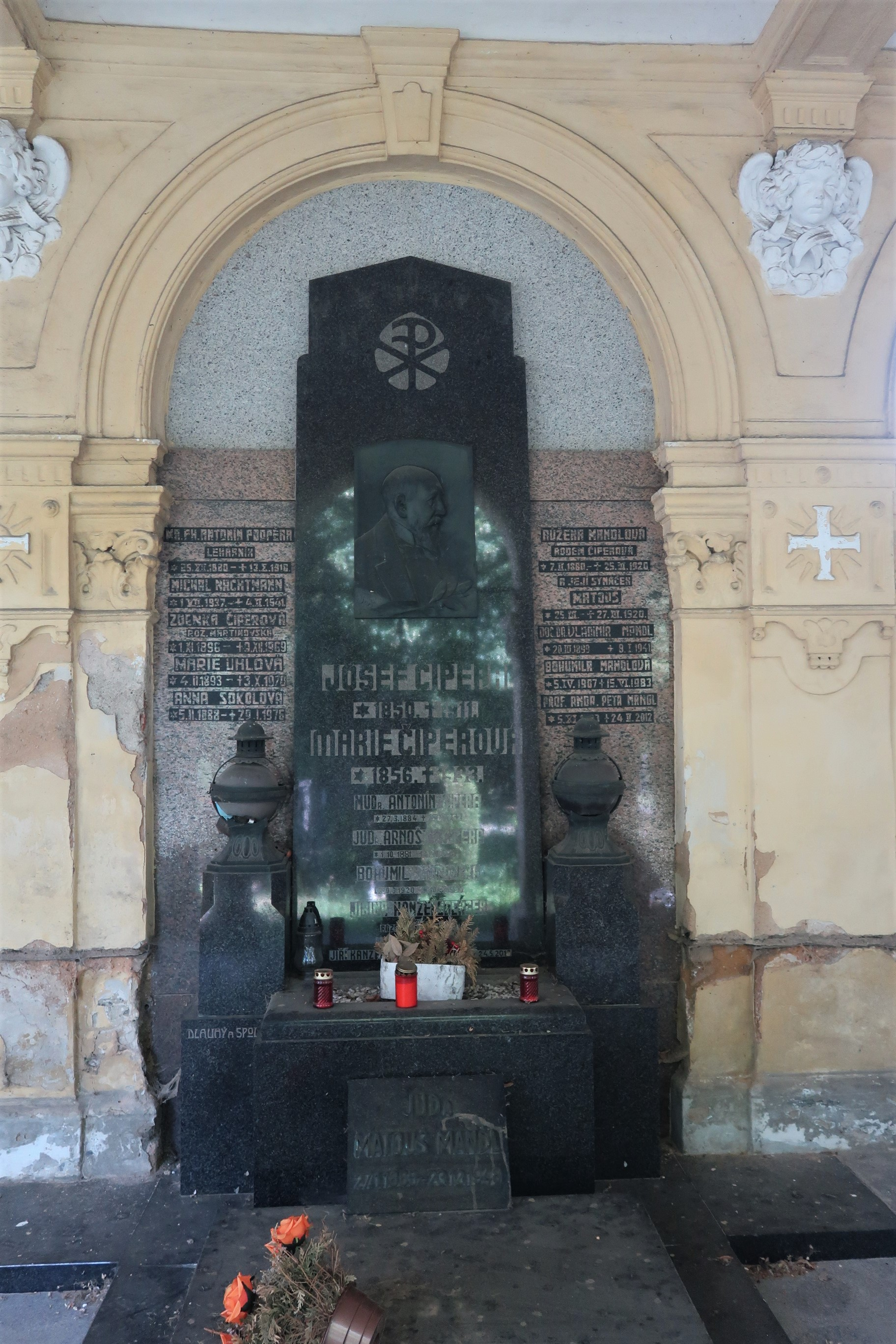
Hrobka rodiny pedagoga a politika Josefa Čipery
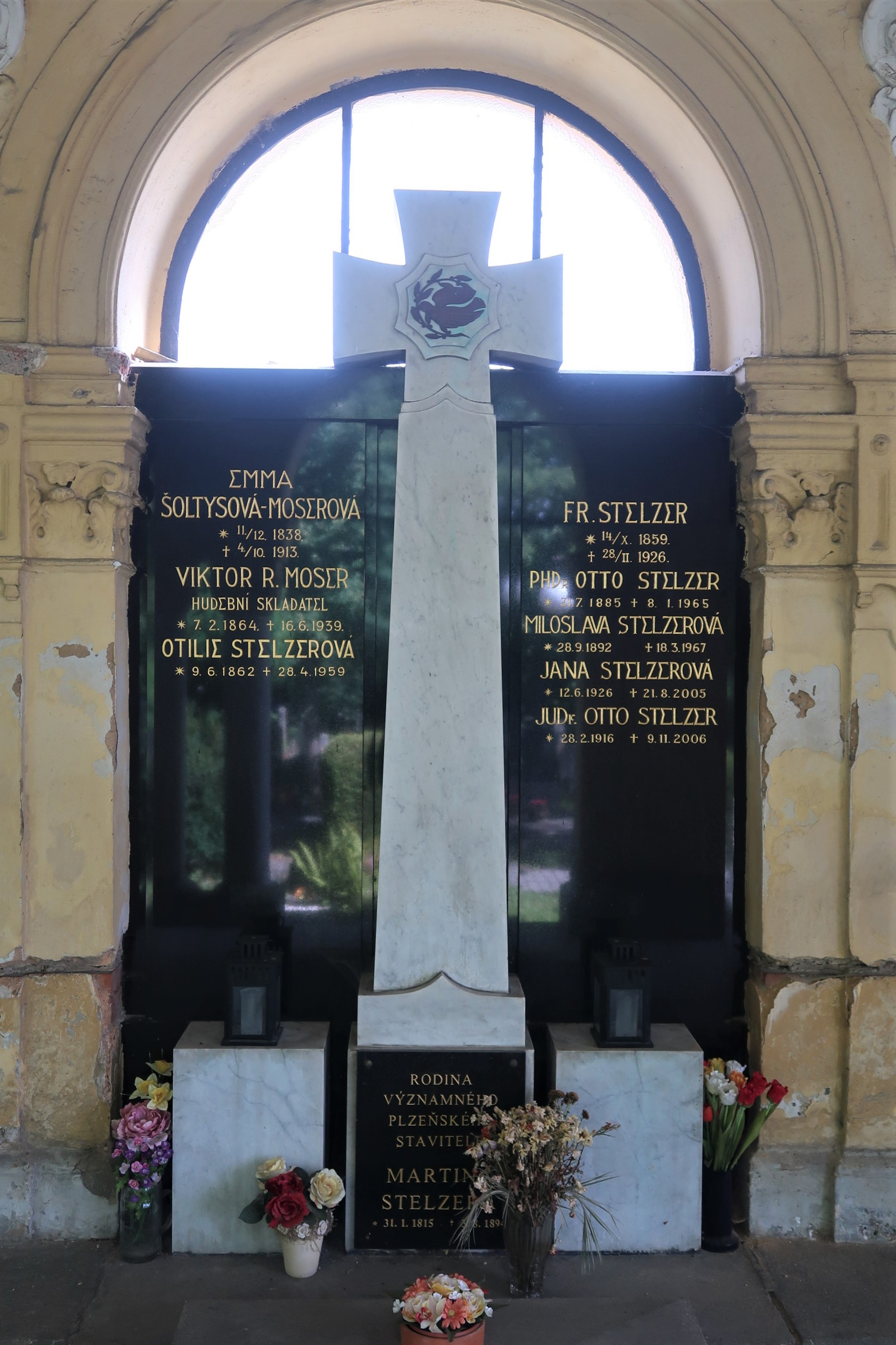
Hrobka rodiny stavitele Martina Stelzera
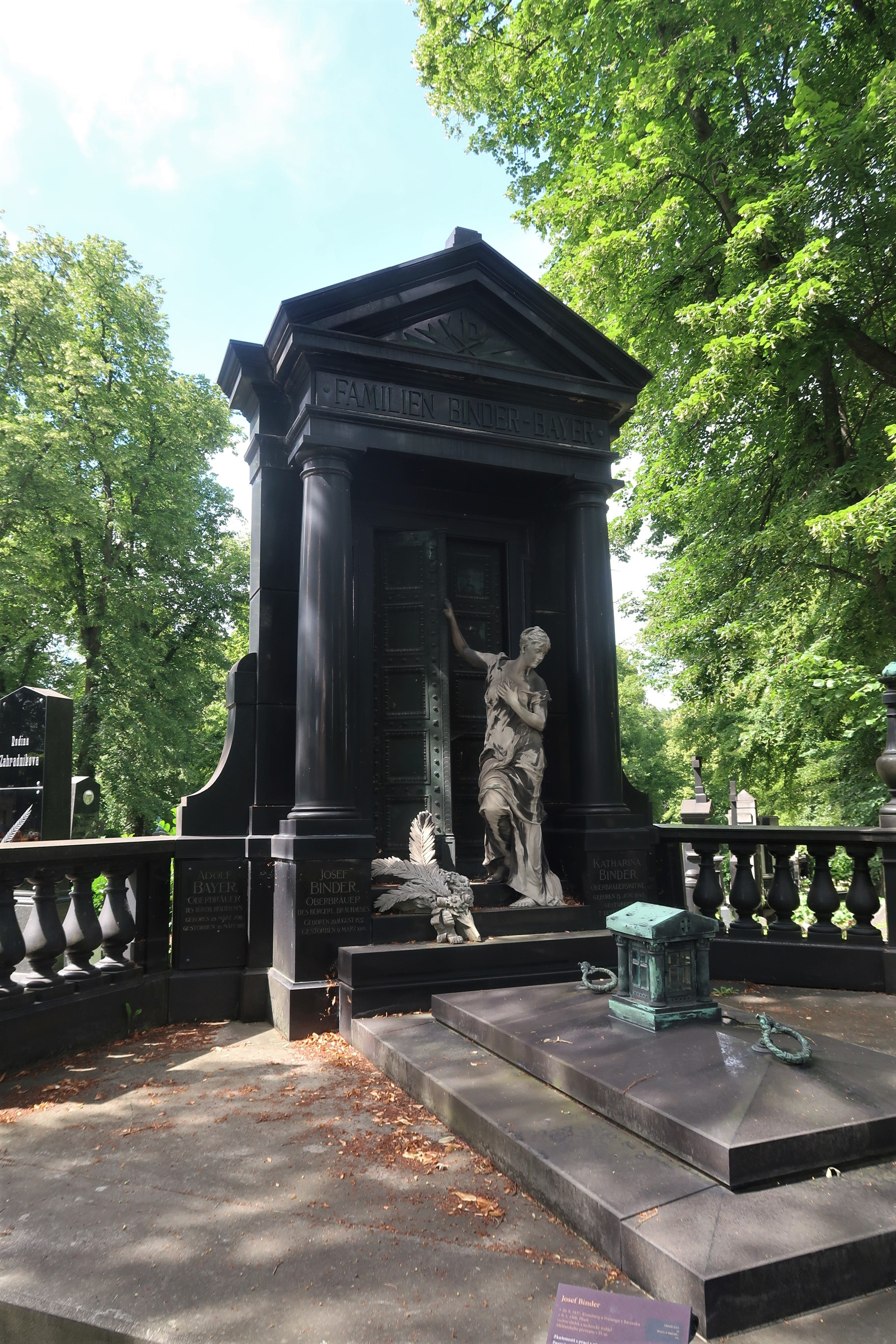
Hrobka rodiny sládka Josefa Bindera
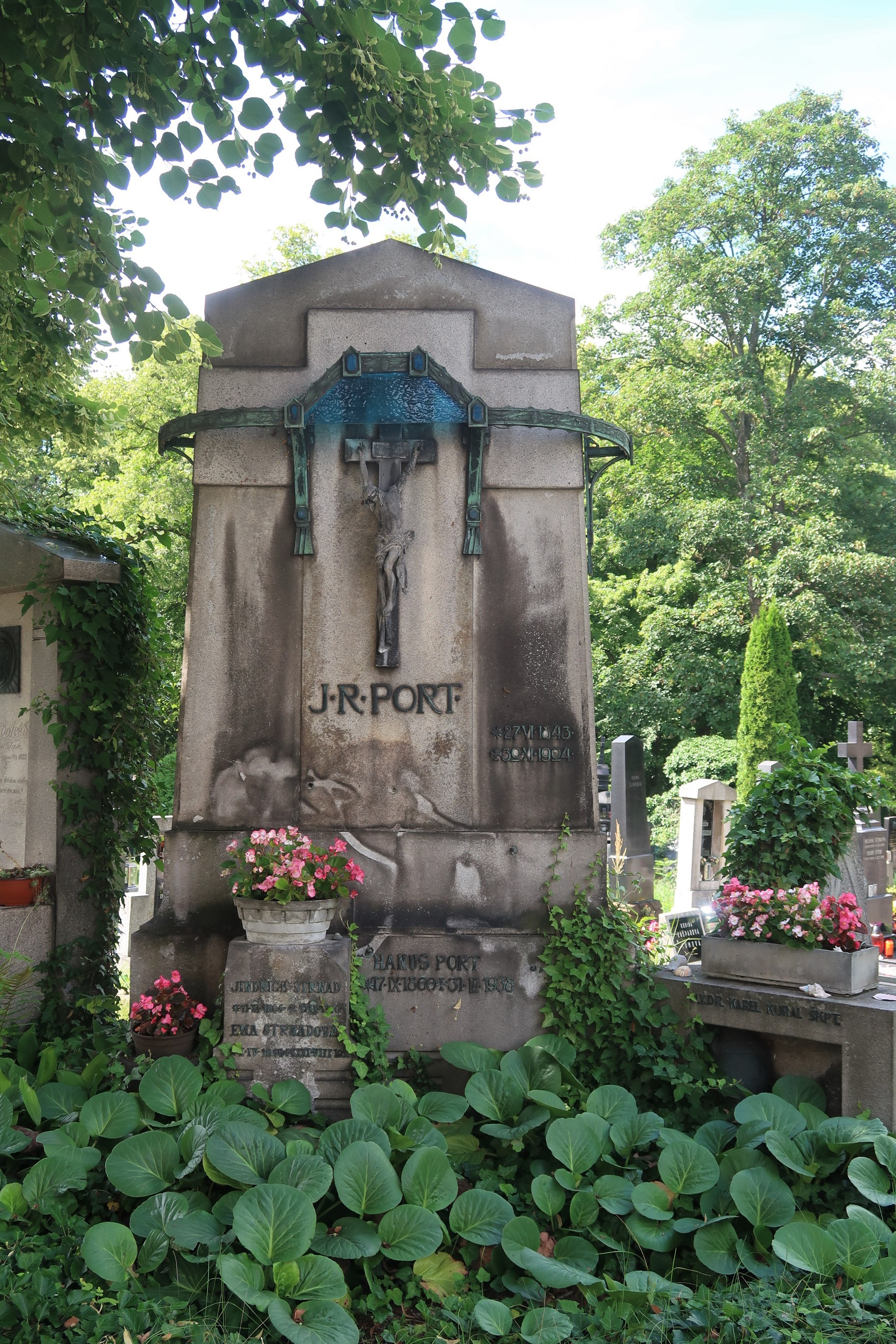
Hrobka knihkupce a nakladatele J. R. Porta
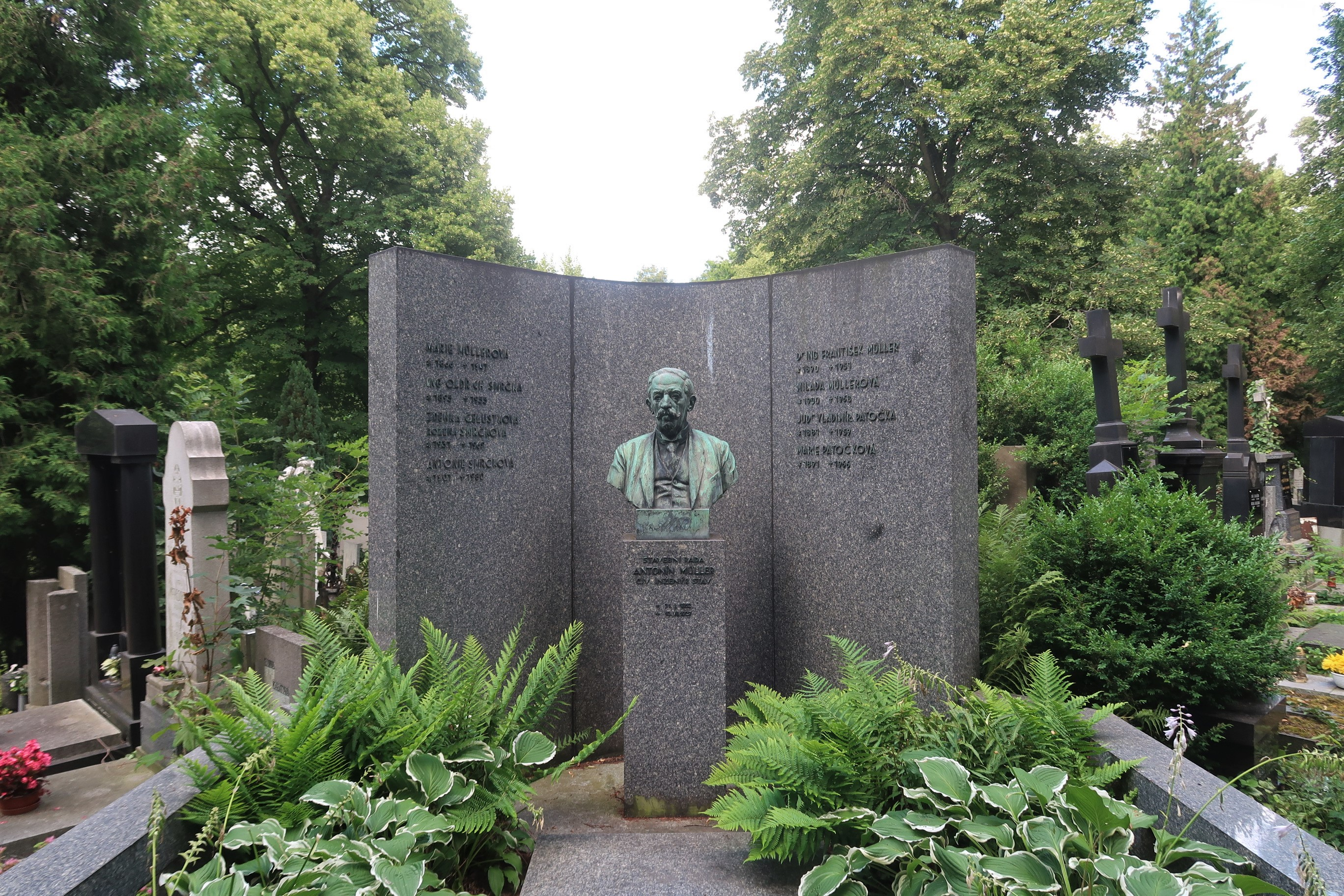
Hrobka rodiny stavitele Antonína Müllera
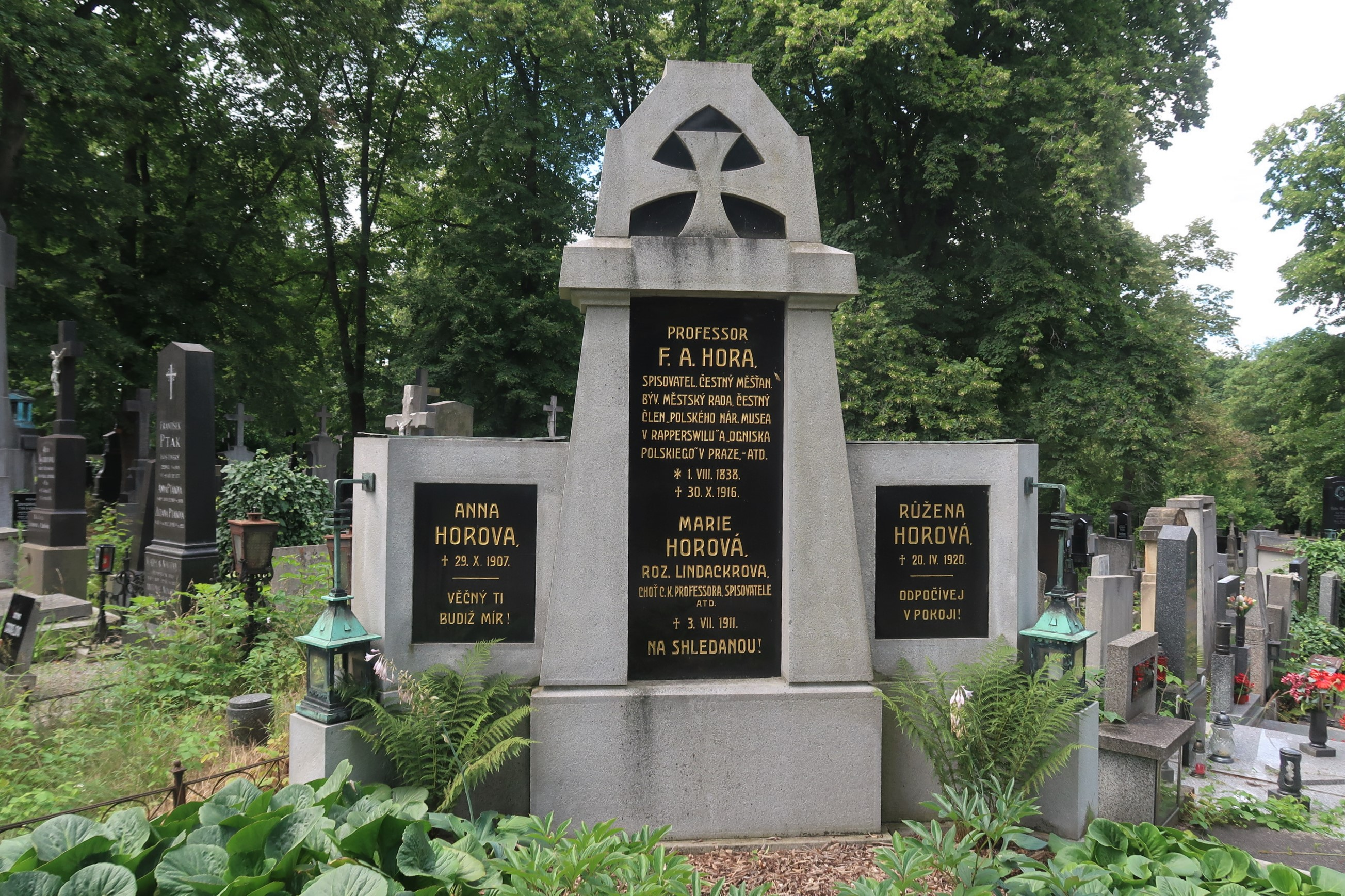
Hrobka spisovatele F. A. Hory
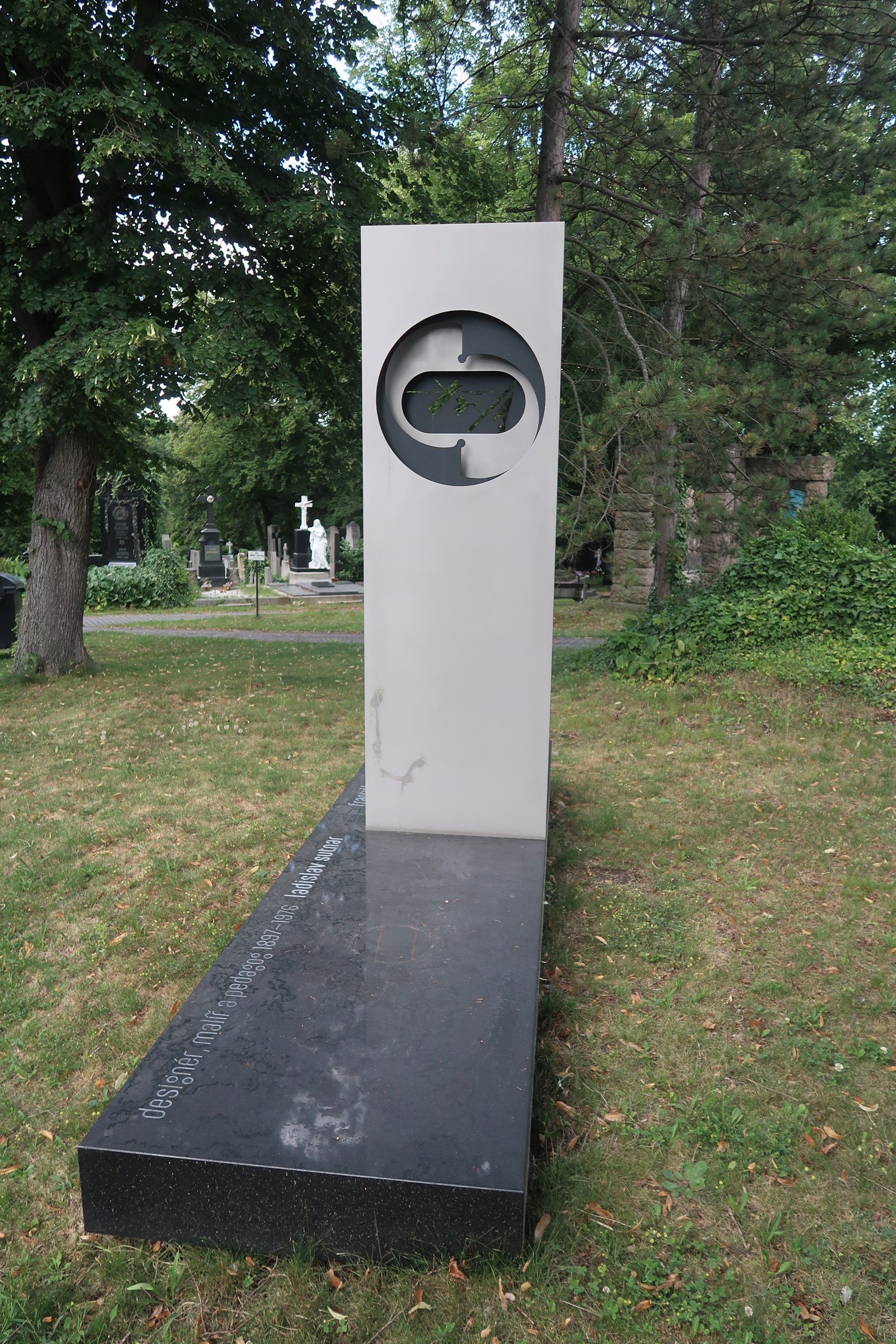
Čestný hrob designéra Ladislava Sutnara